# Kozure Ōkami: Sanzu no kawa no ubaguruma
Kozure Ōkami: Sanzu no kawa no ubaguruma es una película de samuráis de 1972 dirigida por Kenji Misumi y protagonizada por Tomisaburo Wakayama. Está basada en el manga El lobo solitario y su cachorro, siendo la segunda de una serie de seis películas. Su título en inglés es Lone Wolf and Cub: Baby Cart at the River Styx.

## Argumento
El ronin Ogami Ittō y su hijo Daigoro son atacados por dos sujetos con sables, pero logra vencerlos. Antes de morir, uno de los sujetos le advierte que el clan Yagyū tiene poder en todo Japón, por lo que no puede escapar de ellos. Tras el enfrentamiento, Ittō continúa su camino y llega a una aldea, donde pasa la noche. Mientras tanto, Ozunu del clan Kurokuwa es enviado por Retsudo a visitar a una mujer llamada Sayaka, del clan de asesinas Akashi-Yagyu. Ozunu le cuenta a Sayaka cómo Ittō venció a miembros del clan en algunos duelos, por lo que Retsudo y su clan Ura-Yagyu no pueden enfrentarse a él en la provincia de Edo. Es por esto que le solicita al clan Akashi-Yagyu que lo asesine. Sayaka acepta la tarea, y para demostrar las habilidades de sus alumnas matan a uno de los hombres de Ozunu frente a él.
Ittō y Daigoro continúan su camino y llegan a un templo. Allí, el ronin es contactado por Ichibe Hirano, miembro de un clan especializado en la confección y aplicación de colorante índigo. El hombre le cuenta que el shogunato pretende apoderarse de su negocio. Para evitar esto, el clan mató a los espías e instigadores, pero uno de ellos, Chuzaemon Makuya, huyó a una provincia vecina e informó de lo sucedido al shogunato. Para rescatar al espía y obtener la técnica secreta utilizada en la confección del colorante, el shogunato envió a los hermanos Hidari, tres guerreros que son temidos incluso por el clan Yagyu. Ittō acepta la tarea de asesinar al espía a cambio de una recompensa.
Mientras se dirige al puerto donde se encontrará con los hermanos Hidari, Ittō es atacado por unas asesinas del clan Akashi-Yagyu, pero las vence. Tras esto, el ronin es encarado por Sayaka, líder del clan, quien lo reta a un duelo. Sin embargo, la mujer huye en medio de la pelea. Luego de esto, Ittō es atacado por un grupo de ninjas del clan Kurokawa, a quienes logra derrotar. Cansado y herido tras los enfrentamientos, el ronin se refugia en una cabaña abandonada. Dado que su padre se encuentra débil, Daigoro se encarga de cuidarlo, llevándole agua y comida. Al despertar, Ittō descubre que Daigoro fue secuestrado por Ozunu y Sayaka, quienes amenazan con arrojarlo a un pozo si no se rinde. Calculando la profundidad del pozo luego que Daigoro deja caer una de sus sandalias, el ronin vence a Ozunu y a dos de sus ninjas, logrando además rescatar a su hijo. Sayaka, en cambio, no se enfrenta a Ittō y solo observa la pelea.
Tiempo después, Ittō logra viajar en el mismo barco que los hermanos Hidari. Sin embargo, la embarcación es incendiada por miembros del clan de Ichibe Hirano, y los tripulantes deben escapar de la nave. Mientras está en el agua con Daigoro, el ronin es atacado por Sayaka, quien lo había estado siguiendo, pero Ittō le quita su sable. Tras esto, los tres encuentran refugio.
Los hermanos Hidari, por su parte, logran encontrar a Chuzaemon Makuya y se dirigen con él a la provincia de Edo. Mientras cruzan unas dunas, los hermanos son atacados por miembros del clan de Ichibe Hirano, pero logran derrotarlos. Tras esto, los hermanos se encuentran con Ittō, quien los estaba esperando. El ronin se enfrenta a ellos y logra derrotar a los tres. Acto seguido, Ittō se dirige a la caravana que transporta a Chuzaemon Makuya y lo mata. Finalizado su trabajo, el ronin continúa su viaje junto a Daigoro. Sin embargo, Ittō se da cuenta de que Sayaka los está siguiendo, y desempuña su espada. Ante esto, Sayaka deja caer su arma y se aleja.

## Reparto
- Tomisaburo Wakayama ... Ogami Ittō
- Akihiro Tomikawa ... Ogami Daigoro
- Kayo Matsuo ... Yagyu Sayaka
- Akiji Kobayashi ... Benma Hidari
- Minoru Ohki ... Tenma Hidari
- Shin Kishida ... Kuruma Hidari
- Izumi Ayukawa ... Ozunu

## Otras versiones
Las dos primeras películas de la serie fueron editadas y combinadas en un nuevo filme para Estados Unidos, el cual fue titulado Shogun Assassin (1980).